# Mitoxantrona
La mitoxantrona  es un agente  antracenodionoico antineoplásico, es decir, que impide la proliferación de células tumorales malignas. Se une al ADN nuclear, de forma irreversible, aunque no de forma específica, atacando por igual a células proliferantes y no proliferantes.

## Usos
Es muy usado en el tratamiento de ciertos tipos de cáncer, principalmente en el cáncer de mama metastásico, la leucemia mieloide aguda y el linfoma no hodgkiniano (LNH). También ha demostrado mejorar la tasa de supervivencia de niños con leucemia linfoide aguda en su primera recaída.
La combinación de mitroxanona y prednisona es idónea como terapia de segunda línea para el cáncer de próstata hormonorefractariometastásico. Este tratamiento ha sido, hasta hace poco tiempo, terapia de primera línea, hasta que la combinación de docetaxel y prednisona lo desbancó por sus mejores tasas de supervivencia y unos intervalos libres de enfermedad superiores.
La mitoxantrona es utilizada también para tratar la esclerosis múltiple (EM), estando especialmente recomendada para el subconjunto denominado esclerosis múltiple secundaria progresiva. La mitoxantrona no cura la esclerosis múltiple, pero aun así es efectiva retrasando  la progresión de la EM secundaria progresiva y aumenta el intervalo entre recaídas de la EM recurrente-remitente  y de la EM progresiva.

## Mecanismo de acción
La mitoxantrona es un inhibidor de la topoisomerasa tipo II, interrumpe la síntesis y reparación del ADN en células sanas y cancerosas. También participa en la intercalación de ADN. Ya que las topoisomerasas cumplen la función estructural de aliviar las tensiones causadas por los enrollamientos del ADN, la inhibición de topoisomerasas eucarióticas induce rupturas en el ADN que finalmente obliga a las células a entrar en el ciclo de muerte celular programada (apoptosis). Sin embargo este efecto de daño en el ADN, puede causar neoplasias secundarias en las personas tratadas, por lo que se tiene muy en cuenta la relación costo beneficio en este tipo de tratamientos.

## Efectos secundarios
Como otros medicamentos de esta índole, la mitoxantrona puede causar reacciones adversas de severidad variada. Puede causar mielosupresión (disminución de la producción de células sanguíneas), neutropenia (vista en un 54% de los pacientes tratados con prednisona y mitoxantrona), infecciones (causadas por la disminución de las defensas), trastornos cardíacos (sobre todo en tratamientos a largo plazo), trastornos de la sangre y del sistema linfático, trastornos del sistema nervioso, trastornos oculares, trastornos respiratorios, trastornos gastrointestinales, trastornos renales y urinarios, trastornos de la piel y del tejido subcutaneo, trastornos del metabolismo y nutrición, trastornos vasculares (hemorragias), trastornos hepatobiliares, trastornos del aparato reproductor y poco frecuentemente trastornos psíquicos.
Según datos oficiales de la Agencia Española de Medicamentos y Productos Sanitarios, más del 10% de los paciences sufren estos efectos secundarios.
El tratamiento con el fármaco acarrea dosis basadas en el peso corporal durante toda la vida.

## Síntesis
La mitoxantrona puede ser preparada a partir de la quinizarina.